# 유넷부트인
유넷부트인(UNetbootin, Universal Netboot Installer)은 특정 운영 체제의 내용을 USB 디스크에 설치하여 나중에 해당 USB 디스크로 부팅하여 해당 운영 체제를 이용할 수 있게 해 주는 소프트웨어다. 임의로 지정된 커널 파일 및 initrd나 특정 ISO 파일 안에서 커널 파일과 initrd 파일, 그리고 압축된 파티션 파일을 꺼내 USB 디스크에 설치하며 나중에 해당 USB 디스크로 부팅할 때 이 모든 것을 제대로 불러와 실행할 수 있도록 시스리눅스도 해당 USB 디스크의 마스터 부트 레코드에 설치한다. 일부 운영 체제에 대해서는 유넷부트인 자체에서 ISO 다운로드와 설치를 겸하는 스크립트를 제공한다.

## 정보
- 창시자: 게자 코박스(Geza Covacs)[3]
- 라이센스: GNU 일반 공중 사용 허가서 2판

- 지원 아키텍처: x86
- 지원 운영체제: 마이크로소프트 윈도우, 리눅스, OS X계 운영체제
- 사용된 언어: C++[4]
- 인터페이스: Qt 4[4]

- 하드웨어별 분류: USB 저장 장치 관련 소프트웨어
- 역할별 분류: 설치기(인스톨러)

- 최신판: 575(모든 운영체제용 - 2012년4월28일 출시)
- 개발 현황: 진행 중

## 덧붙임
- 자유 소프트웨어 재단에서 추천하는 운영체제에 대한 스크립트만 지원하는 퍼스비라는 개조판이 존재한다.

## 같이 보기
- 라이브 USB
- 윈도우 투 고